# CE Carroi
CE Carroi (kat. Club Esportiu Carroi) – andorski klub piłkarski, mający siedzibę w mieście Andorra la Vella, stolicy kraju. Obecnie występuje w Primera Divisió.

## Historia
Chronologia nazw:
- 2014: CE Carroi

Klub piłkarski CE Carroi został założony w miejscowości Andorra la Vella w 2014 roku. Klub początkowo pełnił funkcję akademii piłkarskiej, dopiero w lipcu 2015 utworzono dorosłą drużynę męską. W sezonie 2015/16 zespół rozpoczął występy w rozgrywkach Segona Divisió (D2). W debiutowym sezonie zajął drugie miejsce, ale przegrał w barażach o awans. W następnym sezonie 2016/17 klub nie uczestniczył w rozgrywkach zawodowych. Sezon 2017/18 zakończył na trzeciej pozycji, ale znów przegrał w barażach play-off i nie uzyskał promocji do dalszej walki o awans do pierwszej ligi. Dopiero w sezonie 2018/19 po zajęciu drugiej lokaty w tabeli i po barażach zdobył historyczny awans do Primera Divisió.

## Barwy klubowe, strój
| Fioletowy | Biały |

Klub ma barwy fioletowo-białe. Zawodnicy domowe spotkania zazwyczaj grają w fioletowych koszulkach z białymi rękawami, fioletowych spodenkach oraz fioletowych getrach.

## Sukcesy

### Trofea międzynarodowe
Nie uczestniczył w rozgrywkach europejskich (stan na 31-05-2019).

### Trofea krajowe
| \| \| Zdobyte trofea w rozgrywkach Andory (stan na: 31-05-2019) \| |                                                           |      |            |
| Rozgrywki                                                          | Osiągnięcie                                               | Razy | Sezon(y)   |
| Mistrzostwo                                                        | I miejsce                                                 | 0    |            |
| Mistrzostwo                                                        | II miejsce                                                | 0    |            |
| Mistrzostwo                                                        | III miejsce                                               | 0    |            |
| Mistrzostwo                                                        | ?.miejsce                                                 | 1    | 2019/20    |
| Puchar                                                             | zdobywca                                                  | 0    |            |
| Puchar                                                             | finalista                                                 | 0    |            |
| Puchar                                                             | 1/8 finału                                                | 2    | 2018, 2019 |
| Andora                                                             | Zdobyte trofea w rozgrywkach Andory (stan na: 31-05-2019) |      |            |

## Poszczególne sezony

### Rozgrywki krajowe
| \| Andora \| Bilans występów klubu w rozgrywkach piłkarskich Andory (Stan na 31 maja 2019 r.) \| \| |                                                                                  |        |       |   |   |   |    |    |     |           |        |        |      |
| Poziom                                                                                              | Rozgrywki                                                                        | Sezony | Mecze | Z | R | P | B+ | B– | Pkt | Lata      | Awanse | Spadki | Naj. |
| I                                                                                                   | Primera Divisió                                                                  | 0      |       |   |   |   |    |    |     | od 2019   | 0      | 0      | ?    |
| II                                                                                                  | Segona Divisió                                                                   | 3      |       |   |   |   |    |    |     | 2015–2019 | 1      | 0      | 2    |
| | Puchar                                                                           | 2      |       |   |   |   |    |    |     | od 2018   |        |        | 1/8  |
| Andora                                                                                              | Bilans występów klubu w rozgrywkach piłkarskich Andory (Stan na 31 maja 2019 r.) |        |       |   |   |   |    |    |     |           |        |        |      |

## Struktura klubu

### Stadion
Klub piłkarski rozgrywa swoje mecze domowe na stadionie Comunal w Andorra la Vella, który może pomieścić 1 300 widzów.

### Inne sekcje
Klub prowadzi drużyny dla dzieci i młodzieży w każdym wieku.

## Kibice i rywalizacja z innymi klubami

### Rywalizacja
Największymi rywalami klubu są inne zespoły z miasta.

### Derby
- CE Principat